# Perranzabuloe
Perranzabuloe – wieś w Anglii, w Kornwalii. Leży 37 km na północny wschód od miasta Penzance i 375 km na zachód od Londynu.